# 四角錐
四角錐（しかくすい、英: Square pyramid）とは、底面が四角形の錐体である。四角形は多角形なので、四角錐は角錐でもある。

## 種類
- 長方錐（ちょうほうすい） - 底面が長方形である四角錐。
- 方錐（ほうすい） - 底面が正方形である四角錐。
- 正四角錐（せいしかくすい） - 直錐である（頭頂点から底面への垂線が底面の重心を通る）方錐。いわゆる「ピラミッド型」である。しばしば斜錐の存在を考慮せず、方錐と正四角錐を同義と説明することがある。
- 斜方錐（しゃほうすい） - 斜錐である方錐。(右下図)

側面が正三角形である正四角錐は、ジョンソンの立体の1番目である。ジョンソンの立体となる角錐は四角錐と五角錐のみである。(三角錐は正四面体、六角錐は正三角形だと重なってしまう。)

## 性質

四角錐

長方錐の底面の横の長さを a, 縦の長さを b, 高さを h としたとき、底面積 A は自明なことに A = ab、体積 V は錐体の体積の公式から V = Ah / 3 = abh / 3 で与えられる。直錐の場合、側面積 S は 
{\displaystyle S={\frac {a{\sqrt {b^{2}+4h^{2}}}+b{\sqrt {a^{2}+4h^{2}}}}{2}}}
となる。
任意の正四角錐は、適当な直交変換により、以下の方程式に変換できる。
{\displaystyle {\frac {|X|}{k}}+{\frac {|Y|}{k}}-|Z|=0}
ここで {\displaystyle k} は、この正四角錐を平面 Z = 1 で切断したときの、断面の境界(正方形)の一辺の長さになる。

## ジョンソンの立体となる正四角錐

### 性質
- 高さ: 一辺を{\displaystyle a}とすると {\displaystyle h={a \over {\sqrt {2}}}}
- 表面積: 一辺を{\displaystyle a}とすると {\displaystyle S=({\sqrt {3}}+1)a^{2}}
- 体積: 一辺を{\displaystyle a}とすると {\displaystyle V={{a^{3}} \over {3{\sqrt {2}}}}}

### 近縁な立体

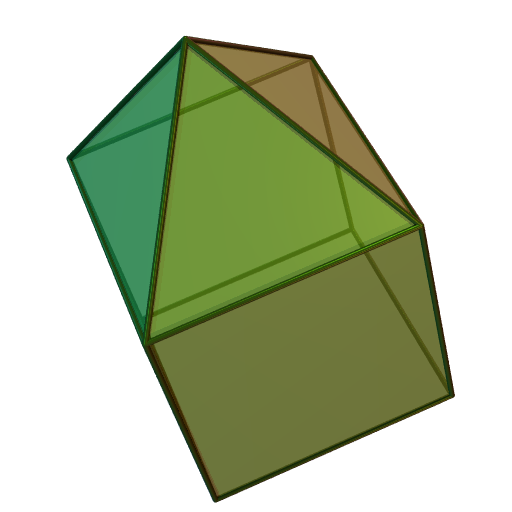
正四角錐柱 （底面に正六面体を追加）
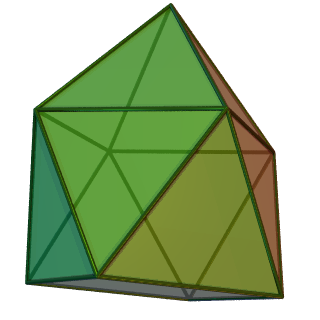
正四角錐反柱 （底面に正反四角柱を追加）
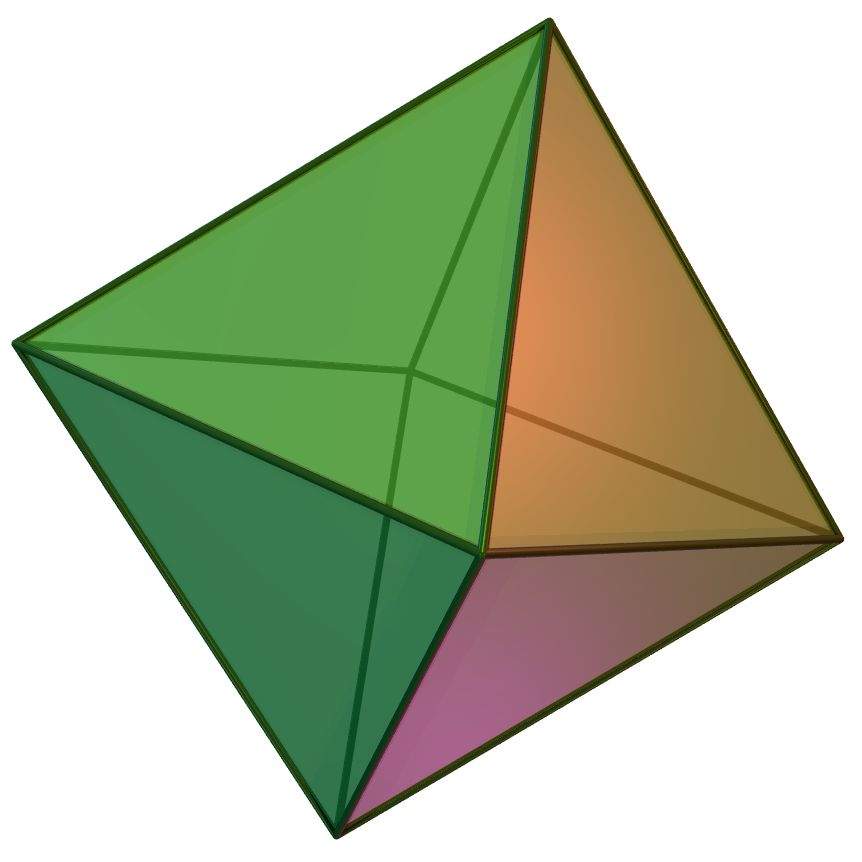
正八面体 （底面同士で貼り合わせる）
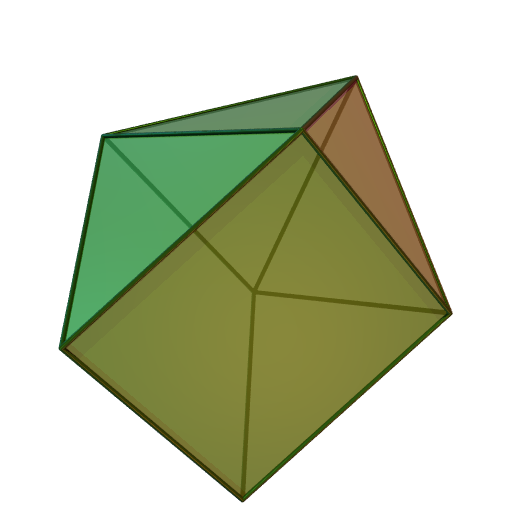
側錐三角柱など側錐角柱 （底面に正三角柱を追加）
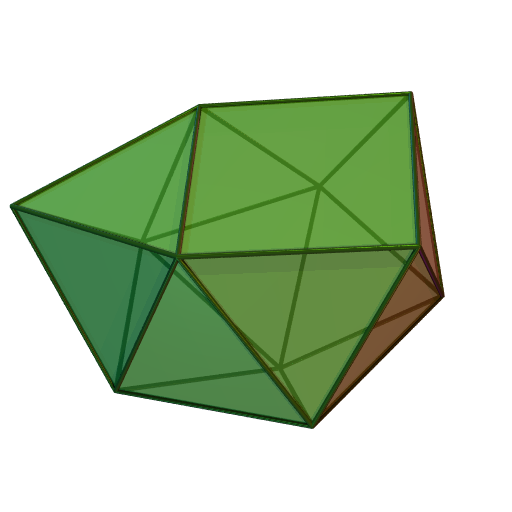
側錐球形屋根 （底面に球形屋根を追加）
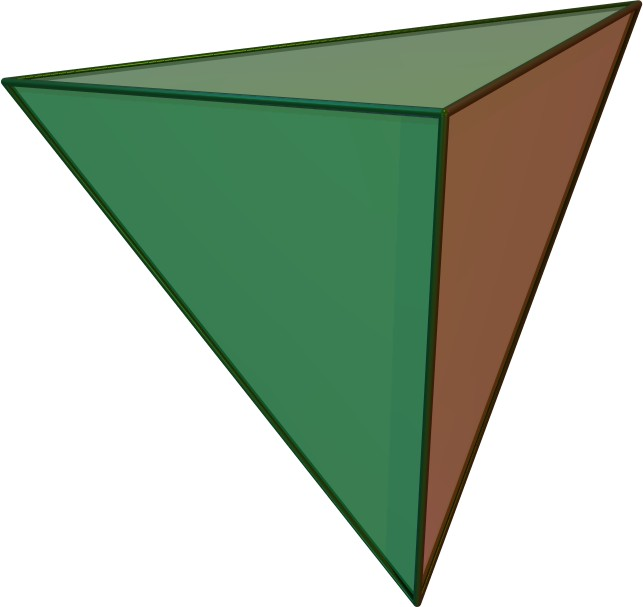
正四面体 （角の数を減らす）
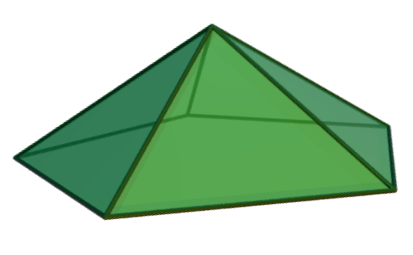
正五角錐 （角の数を増やす）
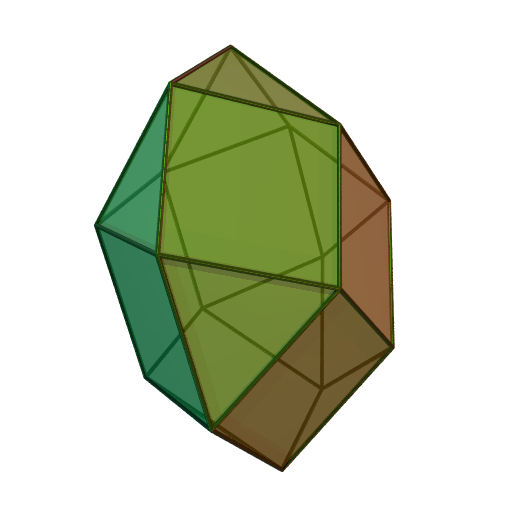
異相双四角台塔 （Expansionを行う）